# トルティーヤ (飲食チェーン)
トルティーヤ (英: Tortilla)は、イギリスのファーストフードチェーンストア。社名はトルティーヤ・メキシカン・グリル公開有限会社（Tortilla Mexican Grill PLC）。2007年にスティーブンス兄弟がロンドンで創業した。
2021年11月時点でイギリス国内に53の支店を有しており、中東のドバイやサウジアラビアでもフランチャイズ契約で10店舗を出店している。

## 歴史
2007年、ロンドン中心部のイズリントン区に1号店が開店。その後急速な発展を遂げ、国内最大のメキシコ料理ファーストフード店となった。トルティーヤはサブウェイと同様に店頭でトッピングを選択できる注文方式を採用しており、商品を受け取った後は全てセルフサービスになっている。また、配達は別業者のDeliverooが担当している。
2019年にはSSPグループと協力し、ユーストン駅などの主要な交通結節点への出店も始めた。また2021年10月にはガトウィック空港への出店も発表している。
また同年5月にはロンドンの大規模テーマパーク「チェシントン・ワールド・オブ・アドベンチャーズ」内に店舗を開いている。